# Mārtiņš Bondars
Mārtiņš Bondars, né le 31 décembre 1971 à Mārupe, est un homme politique letton.

## Biographie
Ancien joueur professionnel de basket-ball, banquier de profession, Mārtiņš Bondars a été chef de cabinet du premier ministre Vilis Krištopans puis de la présidente de la République Vaira Vīķe-Freiberga. De 2006 à 2009, il est président du conseil de la banque Latvijas Krājbanka. 
En 2014, il fonde le parti centriste Association lettonne des régions et est élu député à la Saeima lors des élections législatives du 4 octobre 2014.
Le 26 février 2015, il est proposé comme candidat à l'élection présidentielle du 3 juin suivant par son parti. Lors des 1er et 2e tour il rassemble sept votes en faveur sa faveur et respectivement 86 puis 89 contre la candidature.
Le 3 juin 2017, il est élu au conseil municipal de Riga.
Le 28 juillet 2017, il quitte la présidence de son parti en raison de désaccords avec les députés membres de celui-ci.
Le 17 mars 2018, il rejoint le parti Développement letton et est réélu député le 6 octobre suivant sur la liste Développement/Pour !. En 2022, il fait l'objet de poursuites pénales dans une affaire familiale et ne se représente pas aux élections législatives.